# Rustine

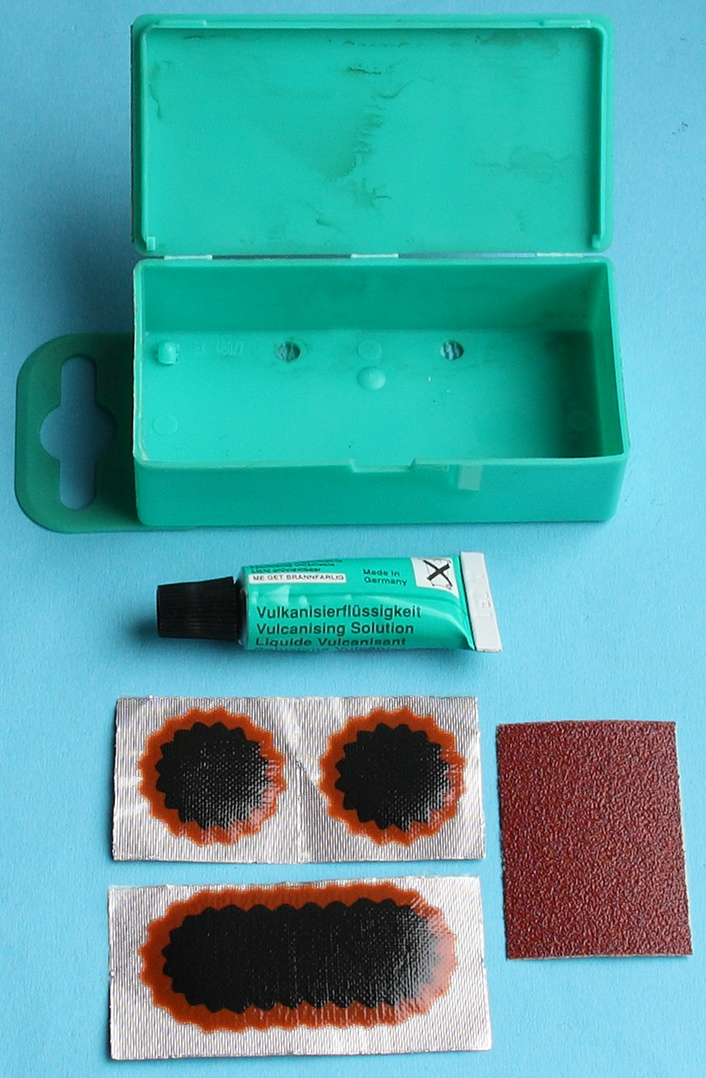
Kit de réparation comprenant 3 rustines (2 rondes et une longue)

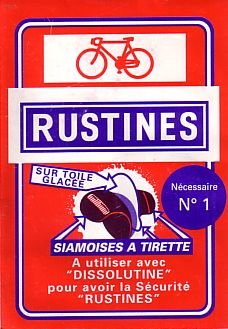
Un sachet de rustines.

Une rustine est une petite pièce de caoutchouc destinée à obturer un trou sur une chambre à air ou tout autre objet gonflable, afin de le réparer. C'est à l'origine une marque déposée par Louis Rustin, qui breveta cet accessoire en 1922, mais elle est depuis passée dans le langage courant. Les Établissements Rustin, qui les fabriquent encore aujourd’hui, n'ont modifié ni l’aspect de l’emballage, ni le slogan de la marque : « Unis pour la vie ».
Si Louis Rustin a créé la marque, l'inventeur de la rustine est l'ingénieur-chimiste Paul Doumenjou, qui sera directeur général de l'entreprise Rustin SA.
C'est aussi d'une manière imagée tout ce qui pourrait réparer quelque chose de perforé ou dont le fonctionnement n'est pas celui attendu. C'est ainsi qu'en français on parle parfois de rustine pour désigner un patch informatique ou un correctif.